# Afsnit af Zack og Codys Søde Hotelliv
Zack og Codys Søde Hotelliv (The Suite Life of Zack & Cody) er en amerikansk tv-serie bestående af 87 afsnit fordelt på tre sæsoner, der blev sendt fra 18. marts 2005 til 1. september 2008. Serien blev efterfulgt af Det søde liv til søs med en del af de samme personer.

## Serieoversigt
| Sæson | Sæson | Afsnit | Oprindelig sendt | Oprindelig sendt  |
| Sæson | Sæson | Afsnit | Start            | Slut              |
| ----- | ----- | ------ | ---------------- | ----------------- |
|       | 1     | 26     | 18. marts 2005   | 27. januar 2006   |
|       | 2     | 39     | 3. februar 2006  | 2. juni 2007      |
|       | 3     | 22     | 23. juni 2007    | 1. september 2008 |

## Afsnit

### Sæson 1 (2005–2006)
Sæson 1 består af 26 afsnit, der blev optaget fra september 2004 til maj 2005.
| Nr. i serien | Nr. i sæson | Titel                           | Instruktør          | Forfatter                             | Oprindelig sendedato i USA | Produktionskode |
| --- | ----------- | ------------------------------- | ------------------- | ------------------------------------- | -------------------------- | --------------- |
| 1 | 1           | "Hotel Hangout"                 | Rich Correll        | Jeny Quine                            | 18. marts 2005             | 102             |
| Zack og Cody får venner i skolen, men vennerne udnytter dem bare. Gæstestjerner: Adrian R'Mante som Esteban, Dennis Bendersky som Tapeworm, Jascha Washington som Drew, Alyson Stoner som Max og Aaron Musicant som Lance.                                                               |             |                                 |                     |                                       |                            |                 |
| 2 | 2           | "The Fairest of Them All"       | Rich Correll        | Valerie Ahern & Christian McLaughlin  | 18. marts 2005             | 104             |
| Der er skønhedskonkurrence, så Cody klæder sig ud som en pige for at komme tæt på en han er lun på. Gæstestjerner: Victoria Justice, Stephanie Hodge, Skyler Samuels. |             |                                 |                     |                                       |                            |                 |
| 3 | 3           | "Maddie Checks In"              | Rich Correll        | Danny Kallis & Jim Geoghan            | 25. marts 2005             | 103             |
| Maddie bliver forelsket i en rig dreng, der hedder Jason. Zack og Cody hjælper Maddie, så det ser ud som om hun er rig. |             |                                 |                     |                                       |                            |                 |
| 4 | 4           | "Hotel Inspector"               | Henry Chan          | Marc Flanagan                         | 1. april 2005              | 107             |
| Moseby bliver fyret af en hotelinspektør Ilsa, så Zack og Cody prøver at få han genansat. |             |                                 |                     |                                       |                            |                 |
| 5 | 5           | "Grounded on the 23rd Floor"    | Lee Shallat-Chemel  | Danny Kallis & Jim Geoghan            | 8. april 2005              | 101             |
| Note: Dette afsnit var oprindeligt det første afsnit i serien og har karakter af et pilotafsnit med forskellige rekvisitter, der ikke blev benyttet i efterfølgende afsnit. Der er desuden udsendt en alternativ udgave af afsnittet med anderledes klipning og nogle forlængede scener. |             |                                 |                     |                                       |                            |                 |
| 6 | 6           | "The Prince & The Plunger"      | Andrew Tsao         | Adam Lapidus                          | 15. april 2005             | 106             |
| 7 | 7           | "Footloser"                     | Rich Correll        | Bill Freiberger                       | 22. april 2005             | 105             |
| 8 | 8           | "A Prom Story"                  | Jim Drake           | Jeny Quine                            | 6. maj 2005                | 111             |
| 9 | 9           | "Band in Boston"                | Rich Correll        | Billy Riback                          | 20. maj 2005               | 112             |
| 10 | 10          | "Cody Goes to Camp"             | Rich Correll        | Jim Geoghan                           | 6. juni 2005               | 113             |
| 11 | 11          | "To Catch a Thief"              | Jeff McCracken      | Ross Brown                            | 18. juni 2005              | 108             |
| 12 | 12          | "It's a Mad, Mad, Mad Hotel"    | Lex Passaris        | Howard Nemetz                         | 17. juli 2005              | 114             |
| 13 | 13          | "Poor Little Rich Girl"         | Dana deVally Piazza | Lloyd Garver                          | 22. juli 2005              | 110             |
| 14 | 14          | "Cookin' with Romeo and Juliet" | Jim Drake           | Jeny Quine & Adam Lapidus             | 22. juli 2005              | 115             |
| 15 | 15          | "Rumors"                        | Rich Correll        | Bernadette Luckett                    | 14. august 2005            | 116             |
| 16 | 16          | "Big Hair & Baseball"           | Rich Correll        | Pamela Eells O'Connell                | 28. august 2005            | 117             |
| 17 | 17          | "Rock Star in the House"        | Kelly Sandefur      | Jeny Quine & Howard Nemetz            | 18. september 2005         | 122             |
| 18 | 18          | "Smart & Smarterer"             | Rich Correll        | Danny Kallis & Adam Lapidus           | 10. oktober 2005           | 125             |
| 19 | 19          | "The Ghost of Suite 613"        | Rich Correll        | Danny Kallis & Jim Geoghan            | 14. oktober 2005           | 109             |
| 20 | 20          | "Dad's Back"                    | Rich Correll        | Jim Geoghan                           | 26. november 2005          | 119             |
| 21 | 21          | "Christmas at the Tipton"       | Danny Kallis        | Danny Kallis & Jim Geoghan            | 10. december 2005          | 123             |
| 22 | 22          | "Kisses & Basketball"           | Lex Passaris        | Danny Kallis & Jim Geoghan            | 1. januar 2006             | 120             |
| 23 | 23          | "Pilot Your Own Life"           | Lee Shallat-Chemel  | Danny Kallis                          | 6. januar 2006             | 118             |
| 24 | 24          | "Crushed"                       | Rich Correll        | Pamela Eells O'Connell & Adam Lapidus | 13. januar 2006            | 121             |
| 25 | 25          | "Commercial Breaks"             | Rich Correll        | Danny Kallis                          | 20. januar 2006            | 126             |
| 26 | 26          | "Boston Holiday"                | Lex Passaris        | Pamela Eells O'Connell                | 27. januar 2006            | 124             |

### Sæson 2 (2006–2007)
Sæson 2 består af 39 afsnit, der blev optaget fra september 2005 til august 2006.
| Nr. i serien | Nr. i sæson | Titel                                    | Instruktør       | Forfatter                             | Oprindelig sendedato i USA | Produktionskode |
| --- | ----------- | ---------------------------------------- | ---------------- | ------------------------------------- | -------------------------- | --------------- |
| 27 | 1           | "Odd Couples"                            | Danny Kallis     | Adam Lapidus                          | 3. februar 2006            | 203             |
| 28 | 2           | "French 101"                             | Rich Correll     | Jim Geoghan                           | 10. februar 2006           | 201             |
| 29 | 3           | "Day Care"                               | Jim Drake        | Jeff Hodsden                          | 17. februar 2006           | 204             |
| 30 | 4           | "Heck's Kitchen"                         | Rich Correll     | Pamela Eells O'Connell                | 24. februar 2006           | 207             |
| 31 | 5           | "Free Tippy"                             | Rich Correll     | Jeny Quine                            | 3. marts 2006              | 202             |
| 32 | 6           | "Forever Plaid"                          | Jim Drake        | Tim Pollock                           | 20. marts 2006             | 205             |
| 33 | 7           | "Election"                               | Rich Correll     | Howard Nemetz                         | 21. marts 2006             | 206             |
| 34 | 8           | "Moseby's Big Brother"                   | Rich Correll     | Howard Nemetz                         | 22. marts 2006             | 212             |
| 35 | 9           | "Books & Birdhouses"                     | Rich Correll     | Jim Geoghan                           | 23. marts 2006             | 214             |
| 36 | 10          | "Not So Suite 16"                        | Rich Correll     | Adam Lapidus                          | 24. marts 2006             | 213             |
| 37 | 11          | "Twins at the Tipton"                    | Rich Correll     | Pamela Eells O'Connell                | 31. marts 2006             | 215             |
| 38 | 12          | "Neither a Borrower nor a Speller Bee"   | Lex Passaris     | Lloyd Garver                          | 14. april 2006             | 209             |
| 39 | 13          | "Bowling"                                | Rich Correll     | Danny Kallis                          | 28. april 2006             | 208             |
| 40 | 14          | "Kept Man"                               | Jim Drake        | Jeff Hodsden & Tim Pollock            | 19. maj 2006               | 216             |
| 41 | 15          | "The Suite Smell of Excess"              | Kelly Sandefur   | Billy Riback                          | 2. juni 2006               | 210             |
| 42 | 16          | "Going for the Gold"                     | Rich Correll     | Adam Lapidus                          | 10. juni 2006              | 221             |
| 43 | 17          | "Boston Tea Party"                       | Rich Correll     | Pamela Eells O'Connell                | 30. juni 2006              | 222             |
| 44 | 18          | "Have a Nice Trip"                       | Rich Correll     | Jeny Quine                            | 7. juli 2006               | 219             |
| 45 | 19          | "Ask Zack"                               | Eric Dean Seaton | Billy Riback                          | 15. juli 2006              | 224             |
| 46 | 20          | "That's So Suite Life of Hannah Montana" | Rich Correll     | Howard Nemetz                         | 28. juli 2006              | 218             |
| Note: Anden del af crossover-trilogien That's So Suite Life of Hannah Montana med That's So Raven, Zack og Codys Søde Hotelliv og Hannah Montana. |             |                                          |                  |                                       |                            |                 |
| 47 | 21          | "What the Hey?"                          | Lex Passaris     | Danny Kallis                          | 5. august 2006             | 217             |
| 48 | 22          | "A Midsummer's Nightmare"                | Lex Passaris     | Jeny Quine                            | 11. august 2006            | 211             |
| 49 | 23          | "Lost in Translation"                    | Rich Correll     | Danny Kallis                          | 19. august 2006            | 223             |
| 50 | 24          | "Volley Dad"                             | Kelly Sandefur   | Adam Lapidus                          | 8. september 2006          | 227             |
| 51 | 25          | "Loosely Ballroom"                       | Rich Correll     | Jeny Quine                            | 22. september 2006         | 225             |
| 52 | 26          | "Scary Movie"                            | Rich Correll     | Pamela Eells O'Connell                | 13. oktober 2006           | 228             |
| 53 | 27          | "Ah! Wilderness!"                        | Rich Correll     | Danny Kallis & Jim Geoghan            | 10. november 2006          | 230             |
| Note: Tom Poston (1921-2007) har en gæsteoptræden som den gamle mand Merle, hvilket blev den sidste rolle før hans død.                           |             |                                          |                  |                                       |                            |                 |
| 54 | 28          | "Birdman of Boston"                      | Rich Correll     | Jim Geoghan                           | 24. november 2006          | 220             |
| 55 | 29          | "Nurse Zack"                             | Rich Correll     | Danny Kallis                          | 8. december 2006           | 229             |
| 56 | 30          | "Club Twin"                              | Lex Passaris     | Howard Nemetz                         | 7. januar 2007             | 231             |
| 57 | 31          | "Risk It All"                            | Rich Correll     | Danny Kallis & Jim Geoghan            | 27. januar 2007            | 234             |
| 58 | 32          | "Nugget of History"                      | Danny Kallis     | Dan Signer                            | 23. februar 2007           | 236             |
| 59 | 33          | "Miniature Golf"                         | Jim Drake        | Jeny Quine                            | 2. marts 2007              | 232             |
| 60 | 34          | "Health and Fitness"                     | Rich Correll     | Howard Nemetz                         | 16. marts 2007             | 226             |
| 61 | 35          | "Back in the Game"                       | Rich Correll     | Pamela Eells O'Connell & Adam Lapidus | 6. april 2007              | 237             |
| 62 | 36          | "The Suite Life Goes Hollywood, Part 1"  | Rich Correll     | Danny Kallis & Jim Geoghan            | 20. april 2007             | 238             |
| Note: Afsnittets instruktør Rich Correll har en gæsteoptræden i det som tv-instruktør.                                                            |             |                                          |                  |                                       |                            |                 |
| 63 | 37          | "The Suite Life Goes Hollywood, Part 2"  | Rich Correll     | Danny Kallis & Jim Geoghan            | 20. april 2007             | 239             |
| 64 | 38          | "I Want My Mummy"                        | Phill Lewis      | Pamela Eells O'Connell                | 18. maj 2007               | 235             |
| 65 | 39          | "Aptitude"                               | Danny Kallis     | Adam Lapidus                          | 2. juni 2007               | 233             |

### Sæson 3 (2007–2008)
Sæson 3 består af 22 afsnit, der blev optaget fra februar til august 2007.
| Nr. i serien | Nr. i sæson | Titel                           | Instruktør   | Forfatter                             | Oprindelig sendedato i USA | Produktionskode |
| --- | ----------- | ------------------------------- | ------------ | ------------------------------------- | -------------------------- | --------------- |
| 66 | 1           | "Graduation"                    | Rich Correll | Danny Kallis & Adam Lapidus           | 23. juni 2007              | 301             |
| 67 | 2           | "Summer of Our Discontent"      | Rich Correll | Dan Signer                            | 30. juni 2007              | 302             |
| 68 | 3           | "Sink or Swim"                  | Rich Correll | Jeny Quine & Dan Signer               | 8. juli 2007               | 303             |
| 69 | 4           | "Super Twins"                   | Rich Correll | Jim Geoghan & Pamela Eells O'Connell  | 13. juli 2007              | 305             |
| 70 | 5           | "Who's the Boss?"               | Rich Correll | Danny Kallis & Adam Lapidus           | 22. juli 2007              | 304             |
| 71 | 6           | "Baggage"                       | Rich Correll | Pamela Eells O'Connell & Jim Geoghan  | 22. juli 2007              | 306             |
| 72 | 7           | "Sleepover Suite"               | Danny Kallis | Adam Lapidus                          | 28. juli 2007              | 307             |
| 73 | 8           | "The Arwin That Came to Dinner" | Rich Correll | Jeny Quine                            | 5. august 2007             | 308             |
| 74 | 9           | "Lip Synchin' in the Rain"      | Rich Correll | Danny Kallis & Dan Signer             | 12. august 2007            | 318             |
| 75 | 10          | "First Day of High School"      | Lex Passaris | Howard Nemetz                         | 26. august 2007            | 310             |
| 76 | 11          | "Of Clocks and Contracts"       | Rich Correll | Tim Pollock                           | 15. september 2007         | 309             |
| 77 | 12          | "Arwinstein"                    | Rich Correll | Pamela Eells O'Connell                | 30. september 2007         | 313             |
| 78 | 13          | "Team Tipton"                   | Rich Correll | Howard Nemetz                         | 27. oktober 2007           | 312             |
| 79 | 14          | "Orchestra"                     | Rich Correll | Jeff Hodsden                          | 10. november 2007          | 311             |
| 80 | 15          | "A Tale of Two Houses"          | Rich Correll | Jim Geoghan                           | 17. november 2007          | 314             |
| 81 | 16          | "Tiptonline"                    | Rich Correll | Dan Signer                            | 15. december 2007          | 315             |
| 82 | 17          | "Foiled Again"                  | Danny Kallis | Billy Riback                          | 1. februar 2008            | 319             |
| 83 | 18          | "Romancing the Phone"           | Rich Correll | Danny Kallis & Pamela Eells O'Connell | 19. april 2008             | 317             |
| 84 | 19          | "Benchwarmers"                  | Jim Drake    | Danny Kallis                          | 19. juli 2008              | 316             |
| 85 | 20          | "Doin' Time in Suite 2330"      | Rich Correll | Jeny Quine & Adam Lapidus             | 9. august 2008             | 320             |
| 86 | 21          | "Let Us Entertain You"          | Rich Correll | Danny Kallis & Pamela Eells O'Connell | 16. august 2008            | 322             |
| Note: Kulisserne der blev benyttet til krydstogtskibet SS Tipton i dette afsnit blev også benyttet til den efterfølgende serie, Det søde liv til søs. |             |                                 |              |                                       |                            |                 |
| 87 | 22          | "Mr. Tipton Comes to Visit"     | Lex Passaris | Jim Geoghan                           | 1. september 2008          | 321             |
| Note: Dette afsnit er et flashbach-afsnit, der blev vist som en del af Suite Life and Times of London Tipton-marathon.                                |             |                                 |              |                                       |                            |                 |